# Сеј-кит
Сеј-кит или Рудолфијев кит (лат. Balaenoptera borealis) је врста сисара из реда папкара (Artiodactyla) и парвореда китова (Cetacea).

## Опис
Сеј кит (Рудолфијев киt) припада групи балеин китова и један је од бржих врста китова, способан за пливање брзином до 50 километара на сат. Име му потиче од норвешке речи "seje", која се односи на врсту рибе којом се ови китови хране, чиме се истиче њихова склоност ка одређеним прехрамбеним навикама.
Сеј кит може нарасти до дужине од око 19,5 метара, при чему женке обично буду веће од мужјака. Тежина им може достићи и до 28 тона. Имају релативно витко и аеродинамично тело, са тамносивом бојом на горњој страни и светлије, готово беличасте боје на доњој страни. Глава им је уска и равна, што им омогућава брже пливање кроз воду.

## Распрострањење
Ареал сеј-кита обухвата већи део светског океана. 
Врста је присутна у Бразилу, Норвешкој, Шпанији, Јапану, Индији, Мауританији, Јужноафричкој Републици, Анголи, Перуу, Чилеу, Данској, Канади, Сједињеним Америчким Државама, Русији, Аустралији, Аргентини, Мексику, Гренланду, Новом Зеланду, Мароку, Мадагаскару, Кенији, Исланду, Уједињеном Краљевству, Ирској, Португалу, Грузији, Куби, Хаитију, Доминиканској Републици, Бермудским острвима, Бахамским острвима, Доминици, Зеленортским острвима, Намибији, Уругвају и Гибралтару.

## Станиште
Станиште врсте је пелагијал.

## Угроженост
Ова врста се сматра угроженом.